# رابرت هرج‌واک
رابرت هرج‌واک (به انگلیسی: Robert Herjavec) یک سرمایه‌دار، سرمایه‌گذار، نویسنده، رقصنده و شخصیت تلویزیونی کرواتی-کانادایی است.
رابرت در ۱۴ سپتامبر ۱۹۶۲ در شهر واراژدین واقع در کرواسی متولد شد. او از سال ۲۰۰۹ در برنامه تلویزیون واقع گرا به نام شارک تنک شرکت می‌کند. همچنین در سال ۲۰۱۵ در فصل بیستم برنامه رقص با ستارگان که از کانال ای بی سی تلویزیون آمریکا پخش می‌شود شرکت کرد. در این برنامه یکی از رقصنده‌ها به نام کیم جانسون او را همراهی می‌کرد که در سال ۲۰۱۶ با او ازدواج کرد.